# Екватория
Екватория (на английски: Equatoria; на арабски: الاستوائية) е исторически регион в Република Южен Судан по горното течение на Бели Нил. Първоначално регионът е бил провинция на Египет, който е включвал още днешната държава Уганда и езерото Албърт. Въпреки опитите на британците, които се опитват да превърнат провинцията в държава-модел във вътрешността на Африка, усилията им се изразяват само в няколко изолирани аванпостове с шепа войници.

## История
Екватория е образувана през 1870 година от британския военен на османска служба Самюъл Уайт Бейкър. Постът на губернатор на Екватория е поет от Чарлз Джордж Гордън през 1874 година, последван от Емин паша през 1878 година. Махдисткото въстание слага край на Екватория като египетски аванпост през 1889 година. Впоследствие въстанието е потушено с помощта на британците, които трайно проникват в региона.
След образуването на Англо-египетски Судан голяма част от региона на Екватория е включен в състава му като една от 8-те му провинции. През 1948 година от Екватория се отцепва Бахър ал Газал в отделна суданска провинция. През 1976 Екватория отново е разделена на 2 отделни провинции – Източна и Западна Екватория. Регионът е разкъсван от насилие по време на Първата и Втората суданска гражданска война, както и антиугандийските бунтове, базирани в Судан, като Съпротивителната божия армия и Западнонилския фронт. Днес Източна, Западна и Централна Екватория са провинции на Южен Судан, който от 9 юли 2011 е независима държава.